# 徐立 (企业家)
徐立，人工智能公司商汤科技的联合创始人兼首席执行官 。

## 生平
徐立曾在上海交通大学获得计算机科学学士和硕士学位，後來又在香港中文大学获得计算机科学博士学位。 
徐立先後就职于联想集团企业研发部、摩托罗拉中国研究院、欧姆龙研究院、微软研究院。 2014年，香港中文大学汤晓鸥教授和徐立等人共同创办商湯科技。